# Adesmus dignus
Adesmus dignus är en skalbaggsart som beskrevs av Julius Melzer 1931. Adesmus dignus ingår i släktet Adesmus och familjen långhorningar. Inga underarter finns listade i Catalogue of Life.